# Andrónico Rodríguez Ledezma
Andrónico Rodríguez Ledezma (Sacaba, 11 de novembre de 1988) és un politòleg, dirigent cocaler i polític bolivià. Actualment és vicepresident de les Sis Federacions Cocaleres del Tròpic de Cochabamba.
Alguns sectors socials del Movimiento al Socialismeo (MAS) van considerar Andrónico Rodríguez com un dels possibles successors d'Evo Morales.

## Biografia
Andrónico Rodríguez va néixer l'11 de novembre de 1988 a la localitat de San Isidro al municipi de Sacaba, situat a la província de Chapare al Departament de Cochabamba. És fill d'un productor cocaler d'un sindicat del Tròpic de Cochabamba. A causa del treball del seu pare, la família d'Andrónico es va traslladar a viure el 1996 al municipi d'Entre Ríos a la província de Carrasco. Allí iniciaria els seus estudis escolars acabant el batxillerat l'any 2006.
Ja des de nen, Andrónico va acudir a les reunions sindicals a les quals anava el seu pare i, segons explica: «Al meu pare li faltava una mica de formació i vaig pensar que havia de superar això. Haig de llegir, haig d'estudiar i veure com col·laborar amb la meva comunitat amb major coneixement acadèmic i tècnic». Va decidir llavors estudiar Ciències Polítiques a la Universitat Mayor de San Simón de la ciutat de Cochabamba, graduant-se el 2011 als 23 anys.
Va ingressar a les juntes universitàries de les Sis Ferderacions Cocaleres, arribant a ser-ne president l'any 2012. El 2017 es va convertir en secretari d'Esports de la mateixa institució i el setembre de 2018 va ser elegit vicepresident. A més de dedicar-se a la producció de la fulla de coca, ajuda a la seva família al Chapare amb cultius alternatius com la pinya, l'arròs i la piscicultura.
En les eleccions generals del 20 d'octubre de 2019 va ser candidat a segon senador titular per Cochabamba pel MAS. També va ser qui va presentar Evo Morales en l'acte de final de campanya electoral el 18 de maig a Chimoré, i va acompanyar Morales a inaugurar la casa de campanya del seu partit polític a Buenos Aires, ciutat amb la major quantitat d'electors bolivians fora de Bolívia. Després de la renúncia per la força d'Evo Morales a la presidència de Bolívia, el 10 de novembre de 2019, Andrónico Rodríguez va convocar mobilitzacions reclamant el compliment del seu mandat fins al 22 de gener de 2020.

### Precandidat del MAS a les eleccions presidencials de 2020
A principis de desembre de 2019, es va especular amb el nom d'Andrónico Rodríguez com a possible candidat a la presidència pel MAS, juntament amb altres figures del partit. El dirigent cocaler va mostrar la seva disposició a postular-se si comptava amb el suport del MAS i de Morales, però que considerava que calia esmenar els errors comesos pel MAS durant els governs anteriors. Dues assemblees departamentals del MAS també al desembre, una a Cochabamba i una altra a La Paz, van plantejar com a candidats a David Choquehuanca i a Andrónico Rodríguez com un possible binomi a les eleccions presidencials 2020-2025.
El 17 de desembre, Evo Morales va exposar els precandidats del seu partit: l'ex-canceller Diego Pary, l'exministre d'Economia Luis Arce, l'ex-canceller David Choquehuanca, l'expresidenta del Senat Adriana Salvatierra i Andrónico Rodríguez. El 22 de desembre de 2019, malgrat que Rodríguez no havia estat postulat definitivament com a candidat presidenciable pel MAS, ell i l'expresident Carlos Mesa lideraven les enquestes d'intenció de vot amb 23% i 21% respectivament.
El 7 de gener de 2020, Evo Morales va denunciar amenaces contra Andrónico Rodríguez. El 19 de gener de 2020, es va anunciar que Luis Arce i David Choquehuanca serien els candidats del MAS a la presidència i la vicepresidència de Bolívia en les eleccions convocades per al maig de 2020. El 22 de gener, durant la seva intervenció en un acte del MAS a la zona sud de Cochabamba, Andrónico Rodríguez va cridar a tots els sectors a la unitat i acudir a les urnes per a «recuperar la democràcia» a Bolívia.